# Gonzalo Jara
Gonzalo Alejandro Jara Reyes (ur. 29 sierpnia 1985 w Santiago) – chilijski piłkarz występujący na pozycji obrońcy w chilijskim klubie Universidad de Chile.

## Kariera klubowa
Karierę piłkarską Jara rozpoczął w klubie CD Huachipato z miasta Talcahuano. W 2003 zadebiutował w jego barwach w chilijskiej Primera División. Zawodnikiem Huachipato był do końca 2006, a na początku 2007 odszedł do CSD Colo-Colo. W tym samym roku osiągnął swoje pierwsze sukcesy w karierze. Najpierw wywalczył mistrzostwo fazy Apertura, a następnie został mistrzem fazy Clausura. Z kolei w 2008 powtórzył to drugie osiągnięcie.
W sierpniu 2009 podpisał trzyletni kontrakt z klubem angielskiej Football League Championship, West Bromwich Albion. Kosztował 1,4 miliona funtów. W „The Baggies” zadebiutował 26 września 2009 w przegranym 0:1 domowym meczu z Crystal Palace F.C. 7 listopada 2009 w meczu z Leicester City (2:1) strzelił pierwszego gola na angielskich boiskach.
| Sezon   | Klub                          | Kraj   | Rozgrywki        | Mecze | Bramki |
| ------- | ----------------------------- | ------ | ---------------- | ----- | ------ |
| 2003    | CD Huachipato                 | Chile  | Primera División | 17    | 1      |
| 2004    | CD Huachipato                 | Chile  | Primera División | 11    | 0      |
| 2005    | CD Huachipato                 | Chile  | Primera División | 23    | 0      |
| 2006    | CD Huachipato                 | Chile  | Primera División | 18    | 1      |
| 2007    | CSD Colo-Colo                 | Chile  | Primera División | 23    | 1      |
| 2008    | CSD Colo-Colo                 | Chile  | Primera División | 25    | 0      |
| 2009    | CSD Colo-Colo                 | Chile  | Primera División | 16    | 0      |
| 2009/10 | West Bromwich Albion          | Anglia | Championship     | 22    | 1      |
| 2010/11 | West Bromwich Albion          | Anglia | Premier League   | 29    | 1      |
| 2011/12 | West Bromwich Albion          | Anglia | Premier League   | 4     | 0      |
| 2011/12 | Brighton & Hove Albion (wyp.) | Anglia | Championship     | 14    | 0      |
| 2012/13 | West Bromwich Albion          | Anglia | Premier League   | 1     | 0      |
| 2012/13 | Nottingham Forest (wyp.)      | Anglia | Championship     | 17    | 0      |
| 2013/14 | Nottingham Forest             | Anglia | Championship     | 32    | 0      |
| 2014/15 | 1. FSV Mainz 05               | Niemcy | Bundesliga       | 13    |        |

## Kariera reprezentacyjna
W 2005 roku Jara wraz z reprezentacją Chile U-20 wziął udział w Mistrzostwach Świata U-20. W pierwszej reprezentacji kraju zadebiutował 24 maja 2006 roku w wygranym 1:0 towarzyskim spotkaniu z Irlandią. W 2007 roku wystąpił na Copa América 2007. W 2009 roku awansował z Chile na Mistrzostwa Świata w RPA.